# Rinascita Volley '78 Lagonegro 2022-2023
Questa voce raccoglie le informazioni riguardanti la Rinascita Volley '78 Lagonegro nelle competizioni ufficiali della stagione 2022-2023.

## Stagione
Nella stagione 2022-23 la Rinascita Volley '78 Lagonegro assume la denominazione sponsorizzata di Cave del Sole Lagonegro.
Partecipa per la settima volta consecutiva, alla Serie A2, chiudendo la regular season di campionato al tredicesimo posto in classifica: la posizione ne determina la retrocessione in Serie A3.

## Organigramma societario
Area direttiva
- Presidente: Nicola Carlomagno
- Vicepresidente: Gaetano Sangineto, Salvatore Cosentino
- Direttore Sportivo: Nicola Tortorella
- Team Manager: Giuseppe Pisano
- Responsabile Settore Giovanile: Roberto Simone

Area tecnica
- Allenatore: Mario Barbiero (fino al 28 febbraio 2023), Giuseppe Lorizio (dal 2 marzo 2023)
- Allenatore in seconda: Dino Viggiano
- Scout Man: Simone Di Lorenzo

Area comunicazione
- Relazioni Esterne: Nicola Tortorella
- Addetto Stampa: Paola Vaiano
- Fotografo: Alessia Frasca, Nicola Zottarelli

Area marketing
- Responsabile Marketing: Massimiliano Padula

Area sanitaria
- Medico: Giuseppe Camaldo
- Preparatore Atletico: Vincenzo Ghizzoni
- Fisioterapista: Antonio Abruzzese

## Rosa
| N° | Nome                      | Ruolo | Data di nascita  | Nazionalità sportiva |
| -- | ------------------------- | ----- | ---------------- | -------------------- |
| 1  | Andrea Orlando Boscardini | C     | 25 gennaio 2001  | Italia               |
| 2  | Manuel Biasotto           | C     | 26 febbraio 2001 | Italia               |
| 3  | Marco Izzo                | P     | 17 novembre 1994 | Italia               |
| 4  | Omar El Moudden           | L     | 11 ottobre 2002  | Italia               |
| 5  | François Lecat            | S     | 19 aprile 1993   | Belgio               |
| 6  | Marco Rocco Panciocco     | S     | 3 novembre 1999  | Italia               |
| 7  | Mohamed Azaz El Saidy     | S     | 29 agosto 2006   | Italia               |
| 8  | Morgan Biasotto           | O     | 17 febbraio 2003 | Italia               |
| 9  | Roberto Mastrangelo       | P     | 4 agosto 1998    | Italia               |
| 10 | Paolo Bonola              | C     | 25 giugno 1992   | Italia               |
| 11 | Wagner da Silva           | O     | 29 aprile 1993   | Brasile              |
| 12 | Andrea Di Carlo           | L     | 12 febbraio 1999 | Italia               |
| 15 | Stefano Armenante         | S     | 10 agosto 1999   | Italia               |
| 17 | Jakub Urbanowicz          | S     | 14 agosto 1993   | Polonia              |

## Mercato
| Acquisti | Acquisti                  | Acquisti         | Acquisti   |
| R.       | Nome                      | da               | Modalità   |
| -------- | ------------------------- | ---------------- | ---------- |
| O        | Morgan Biasotto           | Milano           | definitivo |
| L        | Andrea Di Carlo           | Franco Tigano    | definitivo |
| P        | Marco Izzo                | New Mater        | definitivo |
| S        | François Lecat            | Roeselare        | definitivo |
| P        | Roberto Mastrangelo       | Team Napoli      | definitivo |
| C        | Andrea Orlando Boscardini | Parella          | definitivo |
| S        | Marco Rocco Panciocco     | Emma Villas      | definitivo |
| O        | Wagner da Silva           | Cuneo            | definitivo |
| S        | Jakub Urbanowicz          | Bielsko-Bialskie | definitivo |

| Cessioni | Cessioni           | Cessioni        | Cessioni   |
| R.       | Nome               | a               | Modalità   |
| -------- | ------------------ | --------------- | ---------- |
| O        | Andrea Argenta     | Normanna Aversa | definitivo |
| O        | Manuel Beghelli    | Castellana      | definitivo |
| S        | Paolo Di Silvestre | New Mater       | definitivo |
| L        | Nicolò Hoffer      | You Energy      | definitivo |
| C        | Aleksander Maziarz | Tricolore       | definitivo |
| S        | Sebastiano Milan   | Pineto          | definitivo |
| P        | Matteo Pistolesi   | Normanna Aversa | definitivo |
| P        | Victor Živojinović | Sarroch         | definitivo |

## Risultati

### Serie A2

#### Girone di andata
| 1ª Giornata - 9 ottobre 2022 Palasport Villa D'Agri, Marsicovetere    | Rinascita Lagonegro | 2 - 3 | Callipo             | 25-19, 17-25, 28-26, 15-25, 13-15 |
| 2ª Giornata - 16 ottobre 2022 PalaBigi, Reggio Emilia                 | Tricolore           | 3 - 0 | Rinascita Lagonegro | 25-17, 25-23, 25-21               |
| 3ª Giornata - 19 ottobre 2022 Palasport Villa D'Agri, Marsicovetere   | Rinascita Lagonegro | 1 - 3 | New Mater           | 28-30, 18-25, 25-11, 24-26        |
| 4ª Giornata - 23 ottobre 2022 PalaCastagnaretta, Cuneo                | Cuneo               | 3 - 2 | Rinascita Lagonegro | 21-25, 25-17, 21-25, 25-12, 15-9  |
| 5ª Giornata - 30 ottobre 2022 Palasport Villa D'Agri, Marsicovetere   | Rinascita Lagonegro | 3 - 1 | Libertas Brianza    | 25-22, 25-19, 16-25, 25-23        |
| 6ª Giornata - 6 novembre 2022 Palasport Grottazzolina, Grottazzolina  | M&G                 | 3 - 2 | Rinascita Lagonegro | 20-25, 25-23, 22-25, 25-22, 15-11 |
| 7ª Giornata - 13 novembre 2022 Palasport Villa D'Agri, Marsicovetere  | Rinascita Lagonegro | 1 - 3 | Porto Robur Costa   | 17-25, 25-27, 25-16, 17-25        |
| 8ª Giornata - 20 novembre 2022 Palasport Villa D'Agri, Marsicovetere  | Rinascita Lagonegro | 3 - 2 | Atlantide Brescia   | 27-29, 25-17, 25-20, 21-25, 15-11 |
| 9ª Giornata - 26 novembre 2022 PalaBarbazza, San Donà di Piave        | Motta               | 3 - 2 | Rinascita Lagonegro | 23-25, 17-25, 25-21, 25-21, 15-8  |
| 10ª Giornata - 3 dicembre 2022 Palazzetto dello Sport, Bergamo        | Olimpia Bergamo     | 3 - 1 | Rinascita Lagonegro | 25-22, 25-21, 25-27, 33-31        |
| 11ª Giornata - 8 dicembre 2022 Palasport Villa D'Agri, Marsicovetere  | Rinascita Lagonegro | 3 - 1 | Lupi Santa Croce    | 25-18, 20-25, 25-22, 28-26        |
| 12ª Giornata - 11 dicembre 2022 Palazzetto dello Sport, Porto Viro    | Porto Viro          | 3 - 0 | Rinascita Lagonegro | 27-25, 25-23, 25-20               |
| 13ª Giornata - 18 dicembre 2022 Palasport Villa D'Agri, Marsicovetere | Rinascita Lagonegro | 3 - 0 | Prata               | 25-22, 25-23, 25-20               |

#### Girone di ritorno
| 14ª Giornata - 26 dicembre 2022 PalaMaiata, Vibo Valentia             | Callipo             | 3 - 0 | Rinascita Lagonegro | 28-26, 25-21, 25-15               |
| 15ª Giornata - 8 gennaio 2023 Palasport Villa D'Agri, Marsicovetere   | Rinascita Lagonegro | 3 - 1 | Tricolore           | 25-21, 25-21, 24-26, 25-13        |
| 16ª Giornata - 14 gennaio 2023 PalaGrotte, Castellana Grotte          | New Mater           | 3 - 0 | Rinascita Lagonegro | 25-18, 25-20, 25-22               |
| 17ª Giornata - 22 gennaio 2023 Palasport Villa D'Agri, Marsicovetere  | Rinascita Lagonegro | 2 - 3 | Cuneo               | 27-25, 29-31, 25-21, 23-25, 10-15 |
| 18ª Giornata - 29 gennaio 2023 PalaFrancescucci, Casnate con Bernate  | Libertas Brianza    | 3 - 1 | Rinascita Lagonegro | 20-25, 25-18, 25-23, 25-23        |
| 19ª Giornata - 12 febbraio 2023 Palasport Villa D'Agri, Marsicovetere | Rinascita Lagonegro | 3 - 0 | M&G                 | 25-23, 25-18, 25-18               |
| 20ª Giornata - 18 febbraio 2023 PalaCosta, Ravenna                    | Porto Robur Costa   | 3 - 0 | Rinascita Lagonegro | 25-19, 25-19, 25-10               |
| 21ª Giornata - 26 febbraio 2023 PalaSanFilippo, Brescia               | Atlantide Brescia   | 3 - 0 | Rinascita Lagonegro | 25-19, 25-17, 25-17               |
| 22ª Giornata - 4 marzo 2023 Palasport Villa D'Agri, Marsicovetere     | Rinascita Lagonegro | 3 - 2 | Motta               | 20-25, 25-22, 25-19, 20-25, 19-17 |
| 23ª Giornata - 12 marzo 2023 Palasport Villa D'Agri, Marsicovetere    | Rinascita Lagonegro | 1 - 3 | Olimpia Bergamo     | 33-35, 19-25, 25-19, 20-25        |
| 24ª Giornata - 19 marzo 2023 PalaParenti, Santa Croce sull'Arno       | Lupi Santa Croce    | 3 - 0 | Rinascita Lagonegro | 25-23, 25-19, 25-15               |
| 25ª Giornata - 26 marzo 2023 Palasport Villa D'Agri, Marsicovetere    | Rinascita Lagonegro | 1 - 3 | Porto Viro          | 16-25, 28-26, 23-25, 22-25        |
| 26ª Giornata - 2 aprile 2023 PalaPrata, Prata di Pordenone            | Prata               | 3 - 1 | Rinascita Lagonegro | 22-25, 25-15, 27-25, 25-14        |

## Statistiche

### Statistiche di squadra
| Competizione | Punti | In casa | In casa | In casa | In trasferta | In trasferta | In trasferta | Totale | Totale | Totale |
| Competizione | Punti | G       | V       | P       | G            | V            | P            | G      | V      | P      |
| ------------ | ----- | ------- | ------- | ------- | ------------ | ------------ | ------------ | ------ | ------ | ------ |
| Serie A2     | 24    | 13      | 7       | 6       | 13           | 0            | 13           | 26     | 7      | 19     |
| Totale       | -     | 13      | 7       | 6       | 13           | 0            | 13           | 26     | 7      | 19     |

G = partite giocate; V = partite vinte; P = partite perse 

### Statistiche dei giocatori
| Giocatore             | Serie A2 | Serie A2 | Serie A2 | Serie A2 | Serie A2 | Totale | Totale | Totale | Totale | Totale |
| Giocatore             | P        | PT       | AV       | MV       | BV       | P      | PT     | AV     | MV     | BV     |
| --------------------- | -------- | -------- | -------- | -------- | -------- | ------ | ------ | ------ | ------ | ------ |
| S. Armenante          | 26       | 147      | 113      | 25       | 9        | 26     | 147    | 113    | 25     | 9      |
| M. Azaz El Saidy      | 1        | 0        | 0        | 0        | 0        | 1      | 0      | 0      | 0      | 0      |
| M. Biasotto           | 21       | 80       | 64       | 14       | 2        | 21     | 80     | 64     | 14     | 2      |
| M. Biasotto           | 17       | 12       | 10       | 2        | 0        | 17     | 12     | 10     | 2      | 0      |
| P. Bonola             | 26       | 170      | 97       | 62       | 11       | 26     | 170    | 97     | 62     | 11     |
| A. Di Carlo           | 21       | 0        | 0        | 0        | 0        | 21     | 0      | 0      | 0      | 0      |
| O. El Moudden         | 22       | 0        | 0        | 0        | 0        | 22     | 0      | 0      | 0      | 0      |
| M. Izzo               | 25       | 57       | 17       | 27       | 13       | 25     | 57     | 17     | 27     | 13     |
| F. Lecat              | 12       | 84       | 66       | 16       | 2        | 12     | 84     | 66     | 16     | 2      |
| R. Mastrangelo        | 20       | 2        | 1        | 0        | 1        | 20     | 2      | 1      | 0      | 1      |
| A. Orlando Boscardini | 21       | 66       | 37       | 27       | 2        | 21     | 66     | 37     | 27     | 2      |
| M. Panciocco          | 25       | 310      | 255      | 29       | 26       | 25     | 310    | 255    | 29     | 26     |
| W. da Silva           | 26       | 485      | 409      | 42       | 34       | 26     | 485    | 409    | 42     | 34     |
| J. Urbanowicz         | 9        | 97       | 87       | 6        | 4        | 9      | 97     | 87     | 6      | 4      |

P = presenze; PT = punti totali; AV = attacchi vincenti; MV = muri vincenti; BV = battute vincenti